# Geulanggang Labu
Geulanggang Labu is een bestuurslaag in het regentschap Bireuen van de provincie Atjeh, Indonesië. Geulanggang Labu telt 569 inwoners (volkstelling 2010).